# Atractosteus
Atractosteus är ett släkte av fiskar. Atractosteus ingår i familjen bengäddor.
Arter enligt Catalogue of Life och Fishbase:
- alligatorbengädda (Atractosteus spatula)
- kubansk bengädda (Atractosteus tristoechus)
- tropisk bengädda (Atractosteus tropicus)

## Bildgalleri

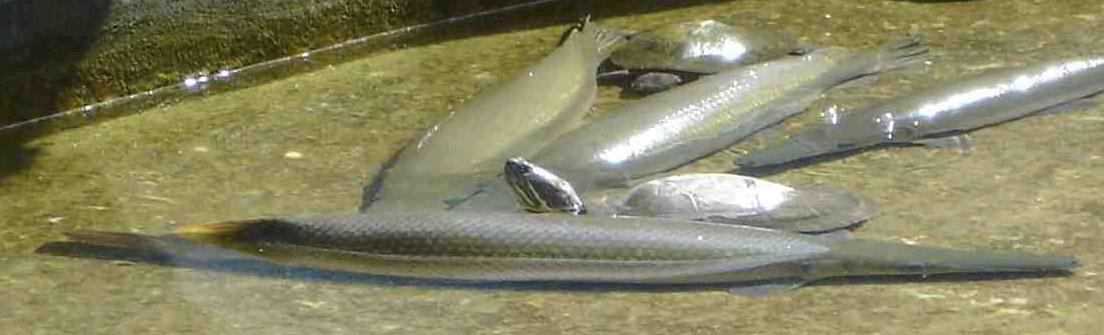
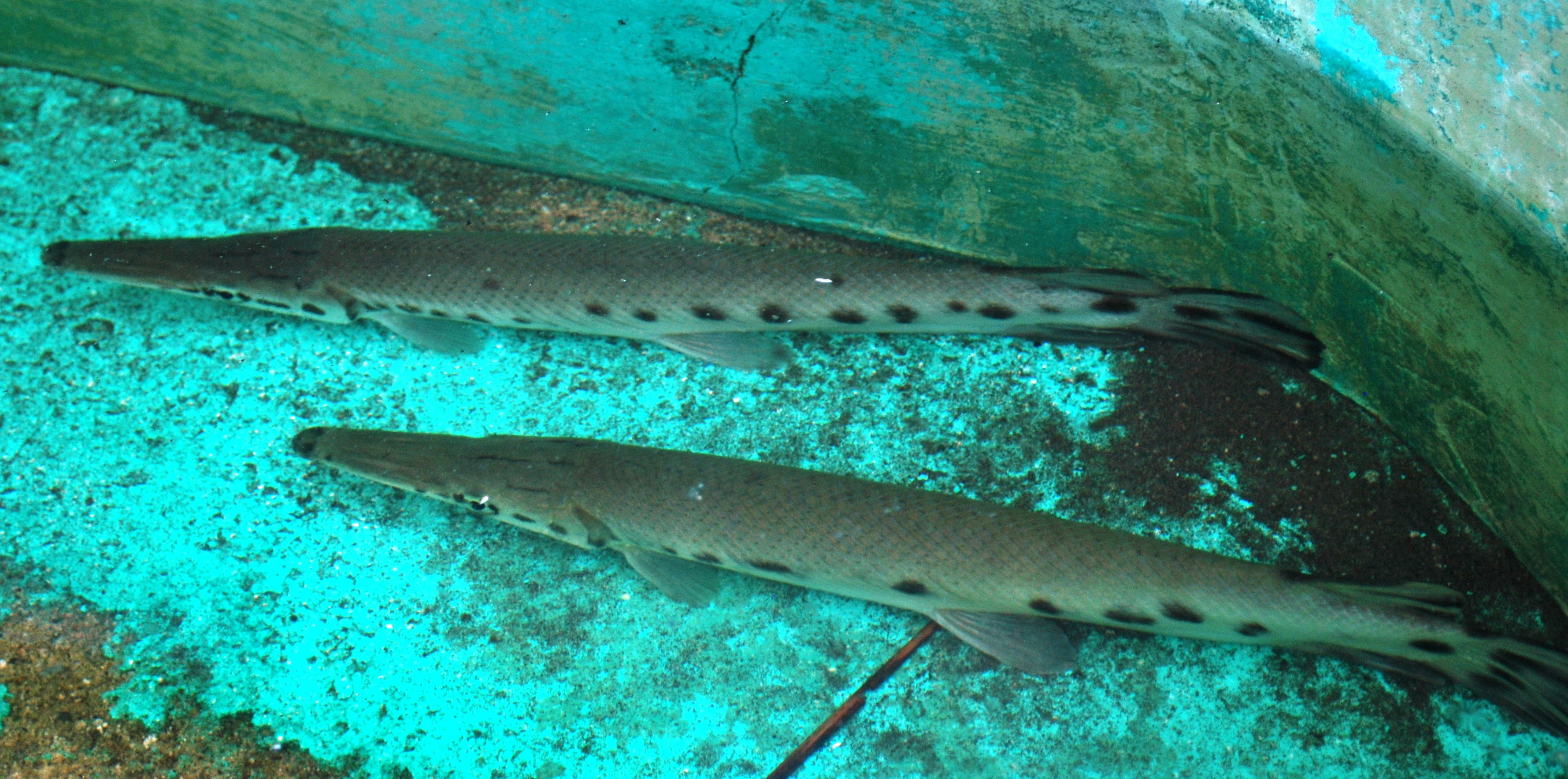
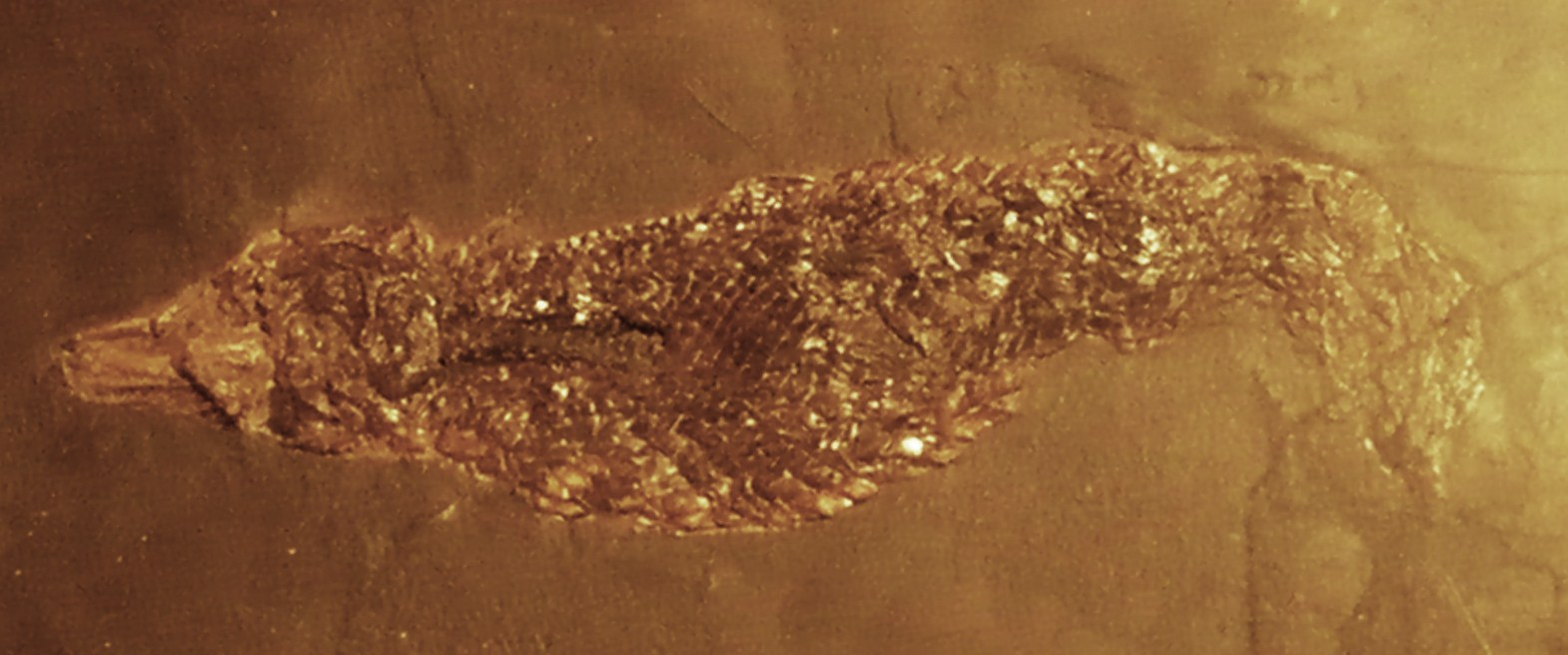
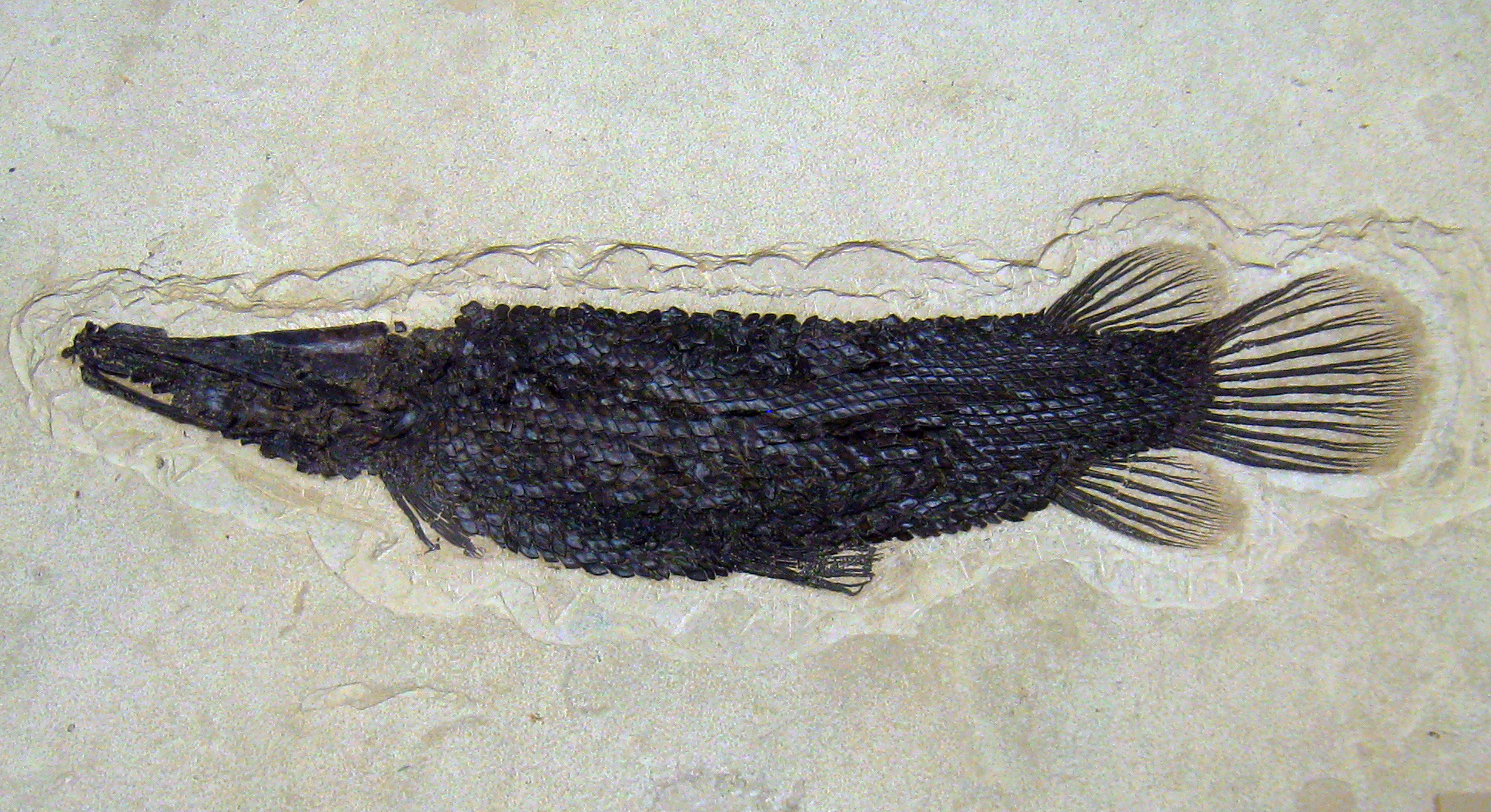